# دم‌شترمرغی قهوه‌ای
دم‌شترمرغی قهوه‌ای (نام علمی: Bradypterus brunneus)، گونه‌ای از خانواده سسکان ملخی است و تنها در ماداگاسکار یافت می‌شود. زیستگاه طبیعی آن جنگل‌های کوهستانی نمناک نیمه‌گرمسیری یا گرمسیری است. نابودی زیستگاه آن را تهدید می‌کند.